# Idea idea
Idea idea is een vlinder uit de familie Nymphalidae en de onderfamilie Danainae.
De wetenschappelijke naam is gepubliceerd in 1763 door Carl Linnaeus.

## Kenmerken
De spanwijdte bedraagt 12 tot 14 cm.

## Verspreiding en leefgebied
Deze vlindersoort komt alleen nog voor in de dichte regenwouden op enkele eilanden van de Molukken.